# Histoire de Rimouski
Pour un article plus général, voir Rimouski.
L'histoire de Rimouski traite de cette thématique de la ville de Rimouski depuis ses origines. Elle débute par des indices de la présence des premiers chasseurs amérindiens vers l'an 8000 avant notre ère jusqu'au passage des premiers navigateurs européens au XVIe siècle, à la création de la seigneurie de Rimouski en 1688 et à l'arrivée du premier seigneur résident, René Lepage de Sainte-Claire, en 1696, à son lent développement qui a mené à la création et au détachement de plusieurs municipalités au XIXe siècle et dans la première moitié du XXe siècle et au regroupement de toutes ces petites villes en 2002 pour former la ville actuelle.

## Préhistoire et protohistoire
À la fin de la dernière glaciation, le territoire occupé par Rimouski et l'ensemble du littoral bas-laurentien émergent graduellement du couvert de glace, puis de la mer de Goldthwait, dont le niveau redescend à partir de 12 000 ans avant le présent (BP) pour laisser apparaître le littoral de l'estuaire du Saint-Laurent tel qu'on le connaît de nos jours.
Différents indices laissés dans le sol donnent des indications sur les changements qui sont survenus au milieu terrestre durant la période qui suit la fonte de l'inlandsis. La végétation apparaît peu à peu sous forme d'étendue de toundra jusqu'en 9500 BP puis, peu à peu, la forêt de conifère s'avance il y a environ 8000 ans. La faune refait son apparition, les poissons devenant abondant et les grands mammifères commencent à repeupler le territoire.
Les premières traces d'occupation humaine sur le territoire actuel de la ville de Rimouski surviennent au cours de la période du Paléoindien récent, c'est-à-dire 8 150 (± 130) ans BP. Des traces d'industrie lithique de culture Plano ont été retrouvés dans plusieurs sites situés sur une terrasse à une élévation de 86 m dans le secteur de Sainte-Odile-sur-Rimouski à l'occasion de la construction d'une bretelle de l'autoroute 20, en 1992,.
L'archéologue Claude Chapdelaine avance l'hypothèse que les groupes Plano de l'Est se seraient graduellement déplacés « dans un corridor nordique, récemment libéré des glaces et des eaux de fonte, encore vierge de toute occupation humaine. » Ils se déplaçaient en plus petits groupes que leurs prédécesseurs en raison de la compétition pour les ressources, des climats plus rigoureux et des milieux plus pauvres sur le plan biotique, les obligeant à pratiquer un nomadisme étendu.
Les objets retrouvés sur les sites de Rimouski semblent être taillés dans une même variété de chert. Bien que l'on n'ait pas déterminé de manière définitive la provenance des matériaux ayant servi à confectionner les outils des premiers Rimouskois, certains indices tendent à indiquer une origine gaspésienne pour certaines pièces, mais ce matériau pourrait aussi provenir des carrières du Témiscouata, où on a découvert des cherts à radiolaires d'appariement chimique similaire. Les analyses de la composition des matériaux ouvrent également la possibilité que les nomades qui ont fréquenté le site de Saint-Odile proviennent de la région de Québec.
Durant une seconde période, désignée par les archéologues sous le vocable d'Archaïque maritime, s'étend de 7000 à 2000 ans BP. Les manifestations culturelles découvertes durant cette période dans la région datent d'environ 4000 ans, pour le plus ancien, situé sur la rive est du cap à l'Orignal, dans le Parc national du Bic. Le site, asséché 1000 ans plus tôt, recèle plusieurs indices sur le mode de vie des Amérindiens qui ont utilisé le site : outils et retailles de roche silicieuse ainsi que de nombreuses pierres cassées et rougies, indiquant la présence de foyers utilisés pour le chauffage, la cuisson des aliments ou le fumage de la viande.
D'autres sites de la période archaïque, découverts à Saint-Fabien-sur-Mer et au cap à l'Orignal, dénotent le passage de groupes peu nombreux et très mobiles. Les rares matières lithiques retrouvées s'apparentent à des roches de la côte nord de la Gaspésie et pourraient dénoter le passage de groupes remontant l'estuaire du Saint-Laurent à partir du nord-est.

## Explorations
Jacques Cartier entreprend au total trois voyages au Canada entre 1534 et 1542, s'enfonçant toujours plus dans le fleuve à la recherche d'un passage vers l'Inde et la Chine, ainsi que diverses richesses pour son roi. C'est lors de son deuxième voyage (1535-1536) que l'explorateur malouin Jacques Cartier part pour Terre-Neuve avec la mission de « parachever la découverte des terres occidentales ». François Ier est roi de France au nom duquel il reçoit le mandat d'explorer. Il arme une flottille de trois navires : La Grande Hermine, La Petite Hermine, et L'Émérillon, cent-dix hommes et de quinze mois de vivre. À la fin d'août 1535, il atteint le littoral rimouskois. Il décrit dans sa remontée les îles du Bic, Bicquette et du Nord-Ouest et note la présence de l'île Saint-Barnabé. Il décrit comme une autre île plus à l'Est, « où il n'y a poinct de passaige entre terre et elle que par basteaulx »,. Il poursuit ensuite sa route vers Stadaconé et Hochelaga. ou il fera face et surpris par les glaces à l'hiver canadien. Ce premier hiver sera fatal pour une bonne partie de son équipage, vingt-cinq au total. Forçant l'abandon faute d'équipage au printemps suivant de la Petite Hermine.
Samuel de Champlain mouille dans le havre du Bic et nomme cette région « Pic », s'inspirant du massif rocheux devant lui. Dix ans plus tard, le fondateur de Québec modifiera légèrement le nom en parlant du Bic : « De sainct Barnabé au Bic, il y a quatre lieues, c'est une montagne fort haute & pointue... elle est seule de ceste hauteur, au respect de quelques autres qui lui sont proches. » Le sommet du massif sera renommé pic Champlain en 1979.
Le missionnaire jésuite Henri Nouvel est le premier Européen à décrire un passage en sol rimouskois, lorsqu'accompagné d'un groupe d'Amérindiens, il y célèbre une messe le 8 décembre 1663 face à l’île Saint-Barnabé ou à la Pointe-au-Père avant de remonter la rivière Rimouski vers l'intérieur des terres,.

## Seigneurie de Rimouski

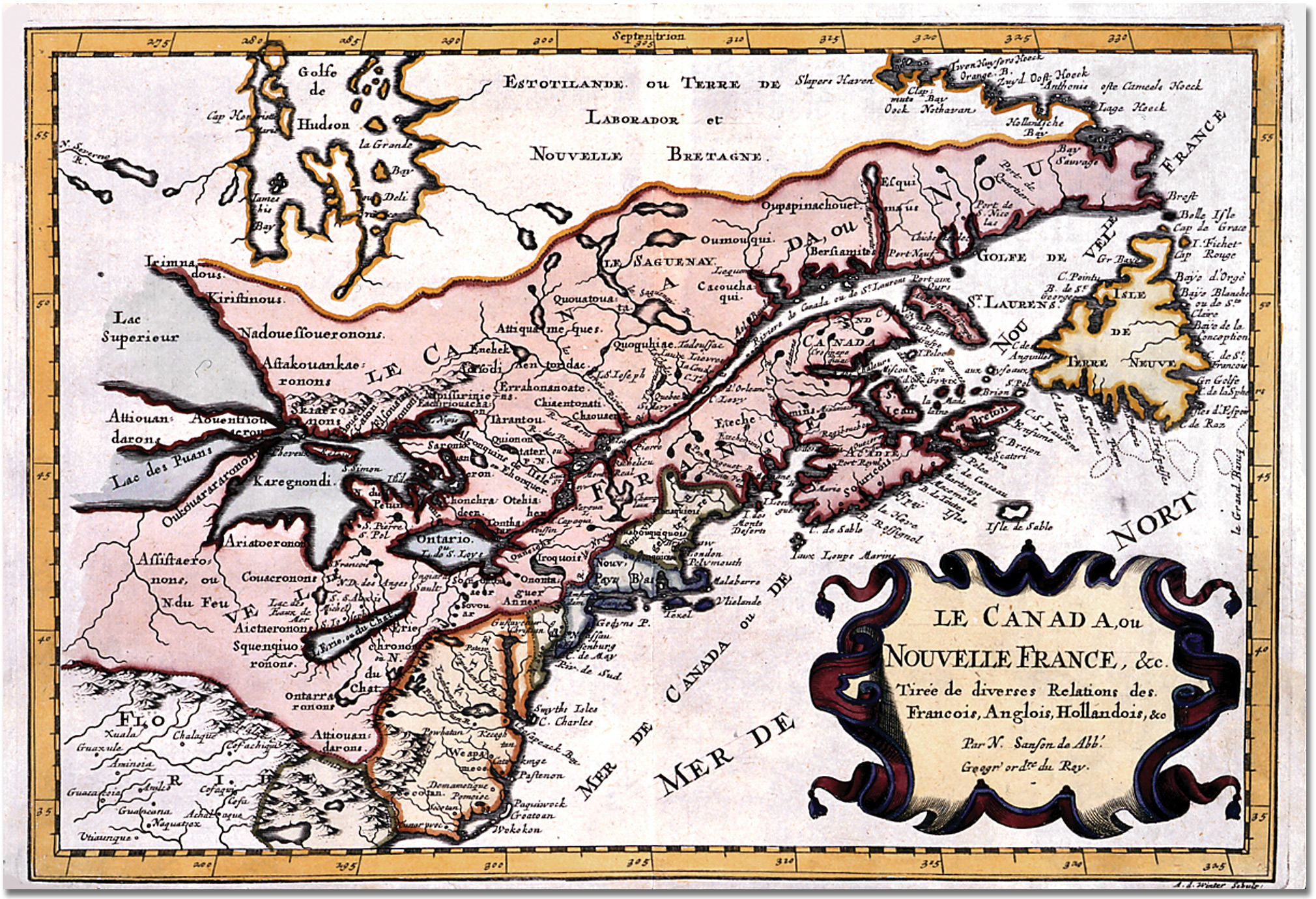
Carte de la Nouvelle-France en 1660.

Afin de peupler la Nouvelle-France, les autorités de la colonie instaure le régime seigneurial vers 1627. Le régime concède des seigneuries à des « seigneurs » provenant de l'élite locale qui doivent ensuite s'y installer et les peupler. Ces seigneuries sont situées le long des rives du fleuve Saint-Laurent, principale voie de transport et de communication de la colonie.
La seigneurie de Rimouski est concédée le 24 avril 1688 à Augustin Rouer de Villeray et de la Cardonnière. Elle mesure deux lieues de front sur le Saint-Laurent par deux lieues de profondeur et inclut les rives de rivière Rimouski, l'île Saint-Barnabé et les îles adjacentes. Cependant, l'acte de concession est imprécis sur la délimitation des frontières. Augustin Rouer de Villeray ne développe pas son fief et l'intendant Champigny, rencontre des fermiers de l'île d'Orléans pour trouver un seigneur prêt à plus d'efforts de colonisation. Le 10 juillet 1694, René Lepage de Sainte-Claire échange sa terre en culture sur l'île d'Orléans à Rouer de la Cardonnière pour la seigneurie de Rimouski.

Blason de René Lepage de Sainte-Claire.

Probablement la même année, René Lepage arrive à Rimouski pour construire une maison et défricher la terre. Il s'installe avec sa famille en 1696, les familles Gosselin et Saint-Laurent les rejoignant entre 1696 et 1701. En 1696, d'autres membres de sa famille obtiennent les seigneuries Lessard et Lepage-et-Thibierge limitrophes de la seigneurie de Rimouski et gérées par René Lepage. En 1703, il acquiert lui-même la Seigneurie Pachot, située près de la rivière Mitis, le territoire de tous ses fiefs mesure cinquante kilomètres de front sur le Saint-Laurent entre le Bic et la rivière Mitis.

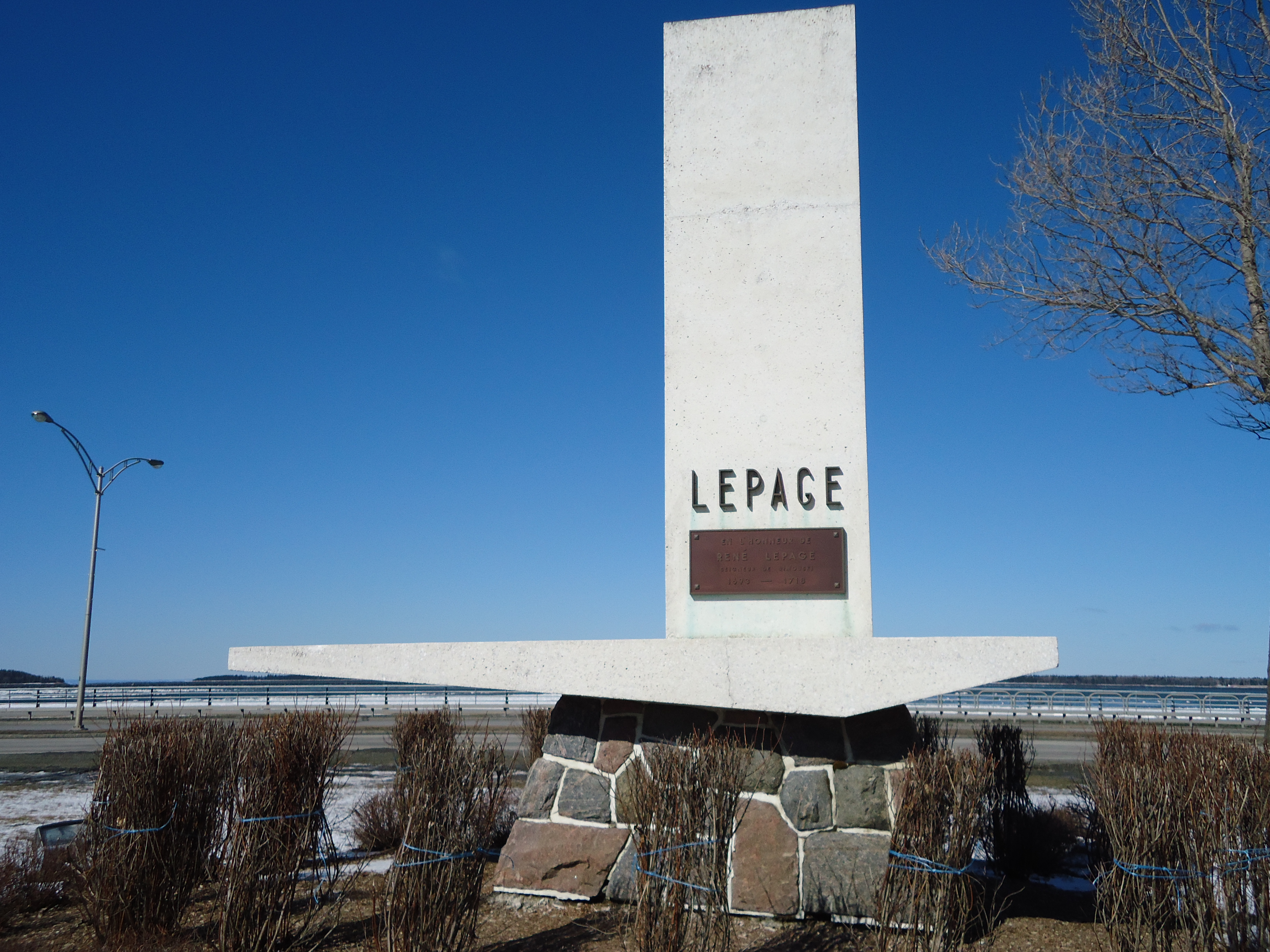
Le monument en l'honneur de René Lepage de Sainte-Claire, sur le boulevard du même nom.

La communauté compte trois familles et quinze habitants en 1701, année où le registre de la paroisse Saint-Germain, desservie par des prêtres itinérants, est initié. En 1711, René Lepage concède des lots à ses fils Louis Lepage de Sainte-Claire et Pierre Lepage de Saint-Barnabé près de la rivière Rimouski et fait construire la première chapelle paroissiale près du site actuel du Musée régional de Rimouski. De nouvelles familles s'installent à Rimouski dès 1711, la vie y étant relativement facile malgré la pauvreté du sol, la chasse et la pêche permettant d'améliorer les conditions de vie.
René Lepage, premier seigneur résident de Rimouski, décède en août 1718. Son fils aîné, Pierre Lepage de Saint-Barnabé, lui succède comme seigneur. Pierre Lepage est marié depuis 1716 et s'est construit une maison sur le lot reçu en 1711. Il retourne habiter la maison paternelle à la demande de sa mère qui a encore charge de onze enfants mineurs. Il s'occupe rigoureusement des affaires de la seigneurie et s'assure à chaque automne que les ententes signées avec les censitaires soient déposées et validées chez un notaire de Québec . En 1724, il remet à l'intendant Bégon l'aveu de dénombrement des seigneuries de Rimouski et de Rivière-Métis qui recense les infrastructures présentes dans la seigneurie et mentionne la présence de six familles hormis celle du seigneur soit environ soixante habitants.
Le père récollet Ambroise Rouillard arrive à Rimouski en 1724 et devient le « pasteur attentif, fidèle et dévoué » des petites communautés du Bas-Saint-Laurent. Agissant quelquefois comme notaire auprès des familles, le père Rouillard rédige l'acte de donation d'un lot à l'ermite Toussaint Cartier en 1728. La population de la communauté atteint environ 84 résidents en 1734, malgré une épidémie de petite vérole qui la frappe en 1733. Entre 1733 et 1735, Pierre Lepage voit à l'établissement de ses frères et sœurs et concèdent des lots et la maison paternelle,. Ses frères et sœurs mariés et installés, il retourne vivre avec sa conjointe et ses onze enfants.
Entre 1735 et 1740, il règle le partage des biens fonciers de son père. Plusieurs de ses frères quittent la seigneurie et échangent leurs droits en faveur de leurs frères qui demeurent à Rimouski. Le territoire des seigneuries est divisé en deux à la hauteur de Pointe-au-Père, Paul Lepage prend possession de la partie est et Pierre Lepage conservent la partie habitée à l'ouest. Cette période permet aussi à la famille Lepage d'établir la paroisse Saint-Germain, Nicolas Lepage fait don de 200 livres pour l'achat d'un tableau du saint patron Germain d'Auxerre et de vases liturgiques, Pierre Lepage faisant don d'ornements liturgiques et du terrain de la chapelle et du presbytère.

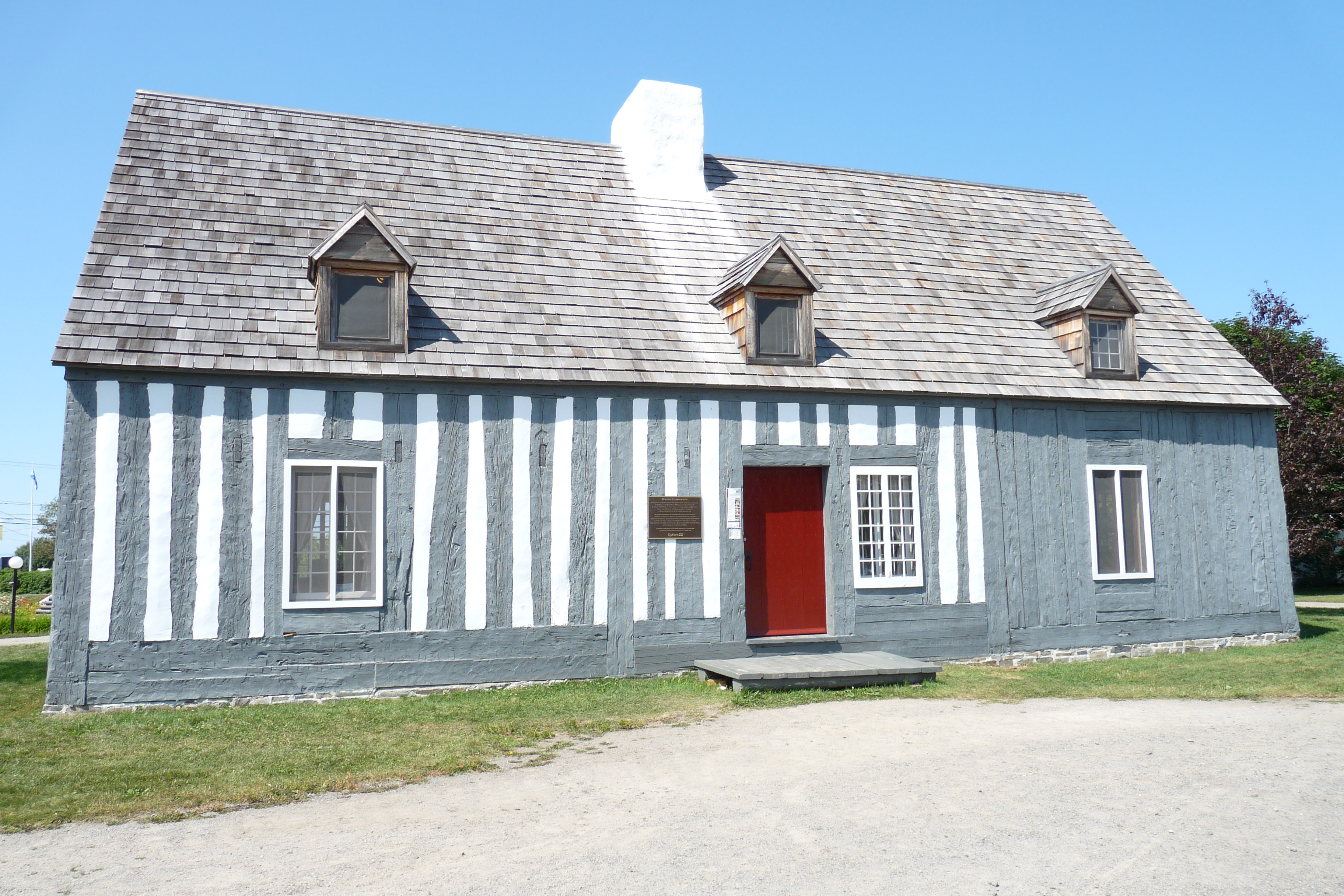
La Maison Lamontagne de Rimouski, classée monument historique en 1974.

L'arpentage de la seigneurie est effectué en 1744 et on y dénombre trente concessions et 140 arpents de terres en culture. La même année, les frères Côté épousent deux filles de Pierre Lepage et s'établissent dans l'est de la seigneurie. Gabriel Côté construit un moulin à farine et Basile une maison, la maison Lamontagne représentative des maisons rimouskoises du milieu du XVIIIe siècle et bien culturel du Québec depuis 1974,.
Les conflits franco-britanniques marquent la vie rimouskoise entre 1745 et 1760,. Pendant la troisième Guerre intercoloniale, la perte de la forteresse de Louisbourg en 1745 fait craindre l'arrivée d'une flotte britannique devant Rimouski jugée indéfendable et amène les habitants à fuir à l'intérieur des terres entre 1746 et 1748. Pierre Lepage établit ses trois fils en 1746, l'aîné Germain Lepage se marie et construit la troisième demeure seigneuriale et ses deux autres fils obtiennent de vastes parcelles de terre en amont de la rivière Rimouski. Finalement en 1751, Pierre Lepage obtient l'agrandissement de la seigneurie vers l'est jusqu'à Pointe-au-Père.
Pierre Lepage décède en 1754 et son fils Germain Lepage lui succède comme seigneur. Deux ans plus tard, Germain Lepage meurt lors d'une épidémie de variole qui décime la population de Rimouski et appauvri la famille seigneuriale. Le frère de Germain, le second Pierre Lepage, prend alors la tutelle des enfants mineurs de son frère. Sa tutelle est marquée par le conflit judiciaire opposant les Lepage à la famille  
La Chesnaye concernant la frontière avec la seigneurie du Bic. En 1774, la cour donne raison à la famille Lepage et la rivière Hâtée devient la frontière entre les deux seigneuries.
Le retour de la guerre en 1754 et la perte de Louisbourg en 1758 ramènent les craintes pour la sécurité des colons. De plus, en 1758, ils doivent accueillir les naufragés de l’Aigle dont le nombre élevé pèse fort sur les faibles ressources de la communauté et déclenchent le typhus. Pris de vitesse par l'arrivée de la flotte britannique, les rimouskois qui devaient se replier vers l'île Verte doivent abandonner leurs maisons et s'enfuir à l'intérieur des terres. Ils évitent tout de même les « exactions » subies sur la Côte du Sud cette année là. La tutelle de Pierre Lepage se poursuit après la conquête britannique et est marquée par le conflit judiciaire opposant les Lepage à la famille La Chesnaye au sujet de la frontière avec la seigneurie du Bic. La cour donne raison à la famille Lepage en 1774 et la frontière est établie à la hauteur de la rivière Hâtée.
Le père Rouillard se noie en 1769, après trente-cinq années à desservir Rimouski, et la communauté a beaucoup de difficultés à obtenir un remplaçant,. Malgré tout, les paroissiens entreprennent de remplacer leur vieille chapelle en 1784 mais un conflit survient avec Mgr Briand. Louis Lepage prête alors le vieux manoir de 1716 pour servir de chapelle temporaire. En 1787, les colons se cotisent pour défrayer les coûts de la nouvelle chapelle inaugurée en 1790 par Mgr Jean-François Hubert.
À sa majorité en 1770, Louis Lepage hérite du titre de seigneur de Rimouski. Sa famille est appauvrie par la guerre de la Conquête, la perte du monopole de commerce avec les Amérindiens, le morcellement du patrimoine familial, et le conflit judiciaire avec la famille La Chesnaye. Dans les années 1780, sa situation financière demeure difficile et l'amène à faire de nombreux emprunts dont l'un contracté auprès de Joseph Drapeau met en gage la seigneurie de Rimouski. Il est incapable de rembourser cet emprunt, et Joseph Drapeau fait saisir l'ensemble de ses biens en février 1790 devenant seigneur de Rimouski.

## Économie rimouskoise au début du régime anglais

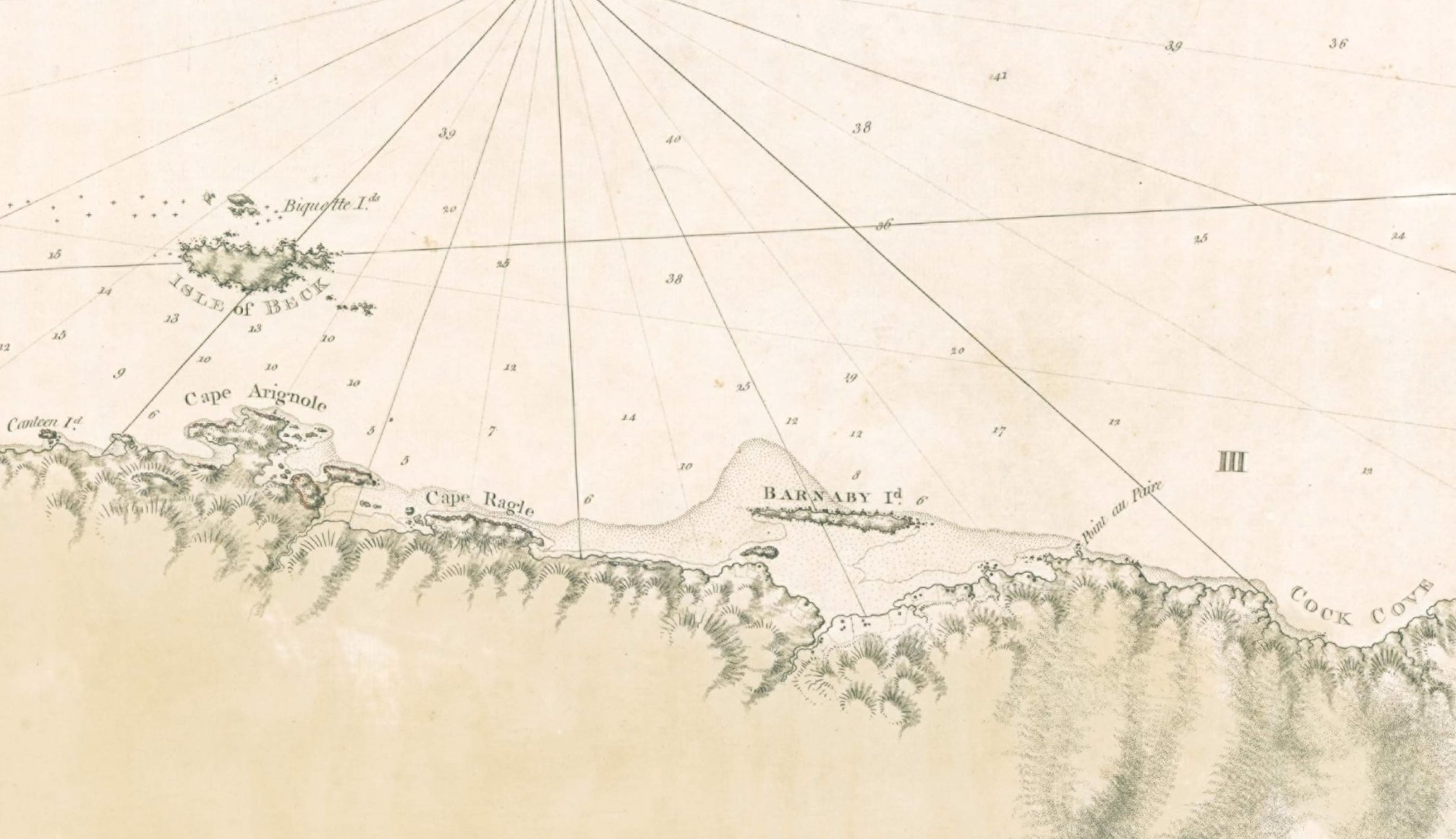
Carte de la région du Bic à la Pointe aux Coques, sur une carte anglaise de 1781.

Le recensement de 1790 dénombre 333 personnes — 175 hommes et 158 femmes — dans la région de Rimouski, généralement installés sur le premier rang, près du fleuve, incluant une dizaine de colons dans l'est entre la pointe au Père et l'anse aux Coques.
Au cours des décennies suivantes, l'évolution démographique de la ville et de sa région seront liées à l'accroissement naturel et aux pressions démographiques des régions en amont, particulièrement en Côte-du-Sud. Un nouveau recensement, en 1825, établira la population de Rimouski à 1 925 personnes, en augmentation de plus de 600 % sur les données précédentes.
Durant cette période, l'économie agricole vise d'abord l'autarcie. Les territoires défrichés sont peu étendus, la circulation de monnaie est à peu près limitée au paiement de la dîme et des rentes seigneuriales et les importations sont de la portée de la plupart des habitants. Ces réalités économiques incitent les agriculteurs à diversifier leurs productions : en plus d'une production céréalière limitée par le climat et les sols de qualité moyenne, les habitants ajoutent l'élevage et la culture de la pomme de terre à leur exploitation. La chasse et la pêche demeurent importantes dans la diète des colons, particulièrement lorsque les récoltes de céréales sont affectées par le climat ou les épidémies, comme en 1793.

### Première route
Le prolongement du chemin royal jusqu'à Rimouski devient rapidement une priorité du seigneur Drapeau et des résidents, victimes de l'isolement de la communauté. En 1792, les seigneurs et des résidents du comté de Cornwallis, qui comprend tout le territoire entre La Pocatière et Cap-Chat, signent une pétition demandant à la Chambre d'assemblée du Bas-Canada de prolonger la voie terrestre, qui s'arrête à Trois-Pistoles. Le voyer du district de Québec, Jean Renaud, est envoyé en mission dans la région en 1792 afin de déterminer le tracé et les responsabilités. Le voyer fixe aussi le tracé d'un chemin de traverse reliant la côte au deuxième rang, chemin connu aujourd'hui sous le nom de rue de la Cathédrale.
La restructuration du pilotage sur le Saint-Laurent en 1805 exige aussi le prolongement du chemin. Bien que le premier poste de pilotage soit officiellement établi au Bic, plusieurs pilotes proposent leurs services à Pointe-au-Père. En 1816, le chemin est encore rudimentaire, il est praticable en hiver, deux grands ponts enjambent les rivières du Bic et Hâtée, mais il reste étroit, et une partie du territoire n'est que défriché à la hache, rapporte le grand voyer de Québec, Jean-Baptiste d'Estimauville. Le chemin sera finalement ouvert en 1817 afin que les colons puissent récupérer une cargaison de secours qui leur était destinée et dont le navire s'est échoué à l'Île Verte, mais les travaux se poursuivront pendant quelques années afin de l'élargir.

### Mercantilisme et développement d'une nouvelle industrie
La politique de l'Empire britannique au début du XIXe siècle et les conflits en Europe ont des impacts économiques qui traversent l'Atlantique. En 1805, Londres impose un droit de douane de 25 shillings par chargement sur le bois importé des pays baltes, un droit qui augmente à 39 shillings en 1809. Ce changement aux règles d'importation profitera aux colonies britanniques d'Amérique du Nord et le bois devient rapidement l'exportation la plus lucrative du Bas-Canada, dépassant les revenus tirés du blé et des fourrures dès 1810. D'abord établie dans la vallée du Saint-Laurent, en amont de Québec, l'industrie s'étend graduellement en périphérie. L'arrivée d'un premier notaire à Rimouski en 1824 semble refléter le signe d'une certaine effervescence commerciale.
Dans ce secteur d'activité caractérisé par des volumes élevés et des valeurs faibles, des commerçants britanniques commencent à s'intéresser à l'avantage comparatif que peuvent représenter les pinèdes de l'estuaire du Saint-Laurent, en amont de Québec. L'un des premiers à y faire des affaires est William Price, qui voit l'avantage de pouvoir mouiller des navires à quelques kilomètres des parterres de coupe, tout près des usines de sciage. En 1830, Price commence à faire l'acquisition de scieries à Rimouski et à Métis. L'année suivante, on compte pas moins de 24 scieries au Bas-Saint-Laurent, dont huit dans la seule paroisse de Rimouski.

## Développement de la municipalité

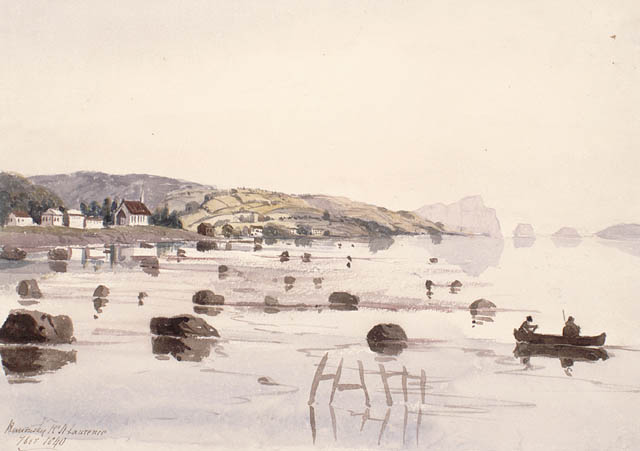
L'embouchure de la rivière Rimouski et le village en 1840.

Après plus de 125 ans d'existence, Rimouski se dote de ses premières institutions au cours des années 1820. La paroisse catholique Saint-Germain de Rimouski est érigée en 1829. Cette création tardive peut s'expliquer par plusieurs facteurs. Le conquérant expulse les communautés religieuses masculines, le clergé séculier vieillit, les régions rurales sont pauvres et la hiérarchie catholique doit répondre en priorité aux besoins criants des régions les plus populeuses, comme Montréal. Par ailleurs, le recrutement local reste modeste puisque  seulement 400 nouveaux prêtres seront ordonnés durant la période allant de 1730 à 1830.
La situation n'est guère meilleure dans le domaine de l'éducation. L'analphabétisme est généralisé dans cette région rurale, où la connaissance de la lecture et de l'écriture ne sont pas essentielles à l'activité professionnelle. Fortin et Lechasseur notent que les requêtes en constitution des paroisses de Cacouna, L'Isle-Verte, Trois-Pistoles et Rimouski, signées entre 1824 et 1828, confirment qu'un seul chef de famille sur dix peut signer son nom. L'instauration d'écoles de syndics financées par le gouvernement en 1829 sera un succès dans le Bas-Saint-Laurent et dès 1831, le tiers des enfants fréquentera l'une des 17 écoles mises en place dans la région, dont quatre à Rimouski.
La région se peuple à compter du deuxième tiers du XIXe siècle, passant de 400 résidents en 1829 à 11 169 en 1881. Trois facteurs expliquent cette augmentation. D'abord, l'agriculture se développe sur les basses-terres. Durant toute cette période, la culture des terres sur le littoral demeure de loin la principale activité économique à Rimouski, diminution quand même de plus de 84 % en 1831 à environ les deux-tiers en 1881. Cette diminution relative du poids de l'agriculture s'accompagne d'une transition de l'agriculture de subsistance à la commercialisation, notamment dans le secteur laitier.
Enfin, Rimouski développe une vocation de centre de services régional avec l'établissement d'un palais de justice en 1862. La création du diocèse de Rimouski en 1867 et l'ouverture du séminaire en 1871 est en partie responsable de la croissance des effectifs du clergé et des communautés religieuses, dont les effectifs passent de 5 à 209 entre 1831 et 1891.
Le développement des transports — et en particulier la desserte du chemin de fer Intercolonial, à compter de 1873 —, donne une impulsion au commerce et entraîne la spécialisation de l'agriculture vers la production laitière.

### Ère de l'industrie forestière

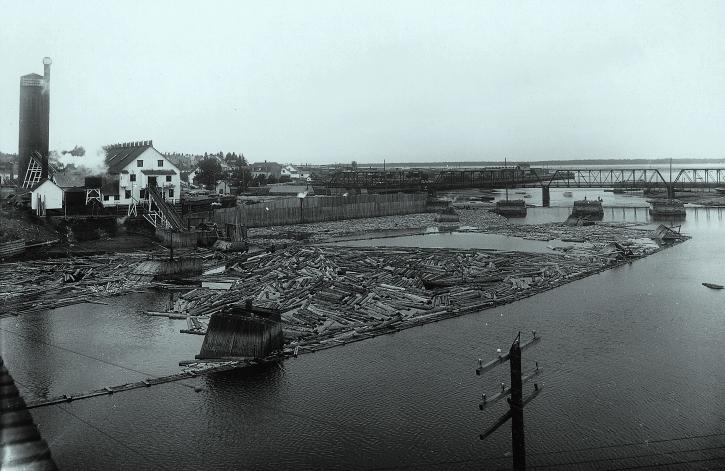
Scierie, Price Company, Rimouski, vers 1914.

Après la crise qui a affecté le secteur des forêts de 1875 à 1895, le retour de l'industrie forestière et les politiques libérales de l'État seront le moteur de l'industrialisation et des croissances économique et démographique dans le Bas-Saint-Laurent, jusqu'en 1950.
Ne disposant pas de ressources hydrauliques aussi abondantes que d'autres régions, comme l'Outaouais, la Mauricie ou le Saguenay–Lac-Saint-Jean, le Bas-Saint-Laurent n'a pas les atouts nécessaires pour attirer les producteurs de pâtes et papiers. Cependant, la présence de réserves de bois de bonne dimension, la proximité des parterres de coupe et la possibilité d'aménager les rivières pour la drave, rend le Bas-Saint-Laurent un endroit de choix pour établir les plus imposantes usines de sciage de l'Est canadien.
Au début du XXe siècle, le grand capital investit massivement dans la région, permettant la construction d'usines et l'acquisition de domaines de coupe, par des seigneuries ou l'obtention de concessions de l'État. Les infrastructures de transport, coûteuses, mais essentielles à l'industrie seront mises en place : ponts, routes, chemins de halage, digues et barrages pour faciliter le flottage et quais. En 1910, l'industrie du sciage est l'une des plus dynamiques au Québec et constitue 8,5 % de sa production manufacturière. Le district de recensement de Rimouski compte pour presque le septième de cette production.
Profitant d'importants territoires de coupe dans l'arrière-pays, l'entreprise Price Brothers and Company construit une importante scierie à l'embouchure de la rivière Rimouski en 1899. La Price est de loin la plus importante entreprise forestière dans la région. Avec son usine à l'embouchure de la rivière Rimouski, sa pulperie, construite 5 km en amont à Sainte-Odile-sur-Rimouski, la compagnie possède pratiquement le monopole de la forêt avec des concessions de coupe sur presque 2 000 km2, dont la totalité de la seigneurie de Mitis et tout l'arrière de la seigneurie Nicolas-Rioux. Les intérêts de la famille Price dans la région comprennent aussi des usines de sciage à Price et à Matane. Les trois usines emploient  500 personnes au début du siècle un chiffre qui augmentera à 1 700 dans les années 1940.
L'exploitation intensive de la forêt aura d'importantes conséquences sur le mode de vie de la population de Rimouski durant cette période. Les hommes migrent d'un travail à l'autre au gré des saisons. La drave, les semences, l'usine, le labourage, la récolte, puis l'exode vers les chantiers aux premières neiges, laissent vieillards, femmes et enfants durant tout l'hiver. Dans les années 1930, 40 personnes étaient nécessaires pour la construction d'un sentier durant l'été, suivis de 600 bûcherons de la fin septembre à Noël, 400 resteront en forêt pour « charrier » le bois coupé jusqu'à la rivière et 200 prendront part à la drave. Les hommes logent dans des camps aménagés en forêt, chaque camp loge 25 ouvriers, qui sont organisés en équipes de trois personnes.

### «Nuit Rouge»
Le 6 mai 1950, la ville est le théâtre d'un grand incendie qui est l'une des plus grandes « tragédies » de son histoire, compte tenu du fait qu'environ le tiers de l'agglomération est rasée, que l'un des plus importants employeurs de la ville, la Price Brothers, a vu ses installations réduites en cendres et tous les ponts permettant de traverser la rivière Rimouski furent détruits à l'exception du pont du C.N.R.. Les historiens ont appelé cet évènement la « nuit rouge ».
Le feu débuta dans la cour à bois de la Price Brothers and Company sur la rive ouest de la rivière Rimouski, parvint en peu de temps sur l'autre rive et se répandit à travers la ville en étant poussé par de forts vents. Au plus fort de l'incendie, deux cents malades de l'hôpital St-Joseph ont dû être évacués par des ambulanciers. Ce n'est que le 7 mai vers trois heures de l'après-midi que les pompiers réussirent à maîtriser l'incendie. Le bilan de l'incendie est lourd, mais il n'a fait que des dégâts matériels, et nul n'a péri dans le brasier. Du côté des pertes matérielles, c'est environ 230 immeubles qui sont détruits dont plus de 380 unités de logement laissant sans logis 2 365 sinistrés,.
La ville se relève rapidement de cette catastrophe, un pont temporaire est construit en moins de dix jours permettant au transport routier de recommencer. La catastrophe suscite aussi un grand élan de générosité de la population locale, du Québec et même de citoyens britanniques qui permit aux sinistrés de retrouver une partie des biens perdus, et la ville en profita pour rebâtir les secteurs incendiés en utilisant un plan d'urbanisme modernisé.
L'incendie de mai 1950 force la région à réorienter ses activités vers les services. Le développement de projets miniers, forestiers et hydroélectriques sur la Côte-Nord permettent à des entrepreneurs comme Jules-A. Brillant de développer un commerce prospère dans les secteurs des communications, du transport, du commerce de gros et de la construction. Avec l'activité accrue de l'État à compter de la Révolution tranquille, Rimouski confirme son statut de chef-lieu régional et de centre de services. Cette réorientation de l'économie régionale aura cependant un impact négatif sur l'arrière-pays, qui se dépeuple au profit de la ville-centre et des municipalités limitrophes, telles que Saint-Anaclet-de-Lessard et les anciennes municipalités du Bic, de Rimouski-Est et de Pointe-au-Père.

## Capitale régionale

### Centre de services
Le statut de Rimouski à titre de capitale régionale a été officialisé dans années 1960, dans la foulée de la montée en puissance de l'État providence au Québec, qui se caractérise dans la région par une politique d'aménagement régional et de décentralisation,.
Cependant, cette vocation institutionnelle et administrative de la ville n'est pas le fruit du hasard. Plusieurs jalons ont marqué cette progression qui ont permis à Rimouski de se démarquer parmi des dizaines de municipalités sur le littoral qui ont été créées depuis le milieu du XIXe siècle.
Disposant d'un atout géographique qui la place au cœur d'un territoire en développement, Rimouski est toutefois de taille plus modeste en 1850 que les deux autres prétendantes au titre de métropole régionale, Montmagny et Rivière-du-Loup. Disposant d'un potentiel forestier qui lui assure de conserver ses excédents démographiques, elle peut compter aussi sur la sollicitude des autorités civiles et religieuses.

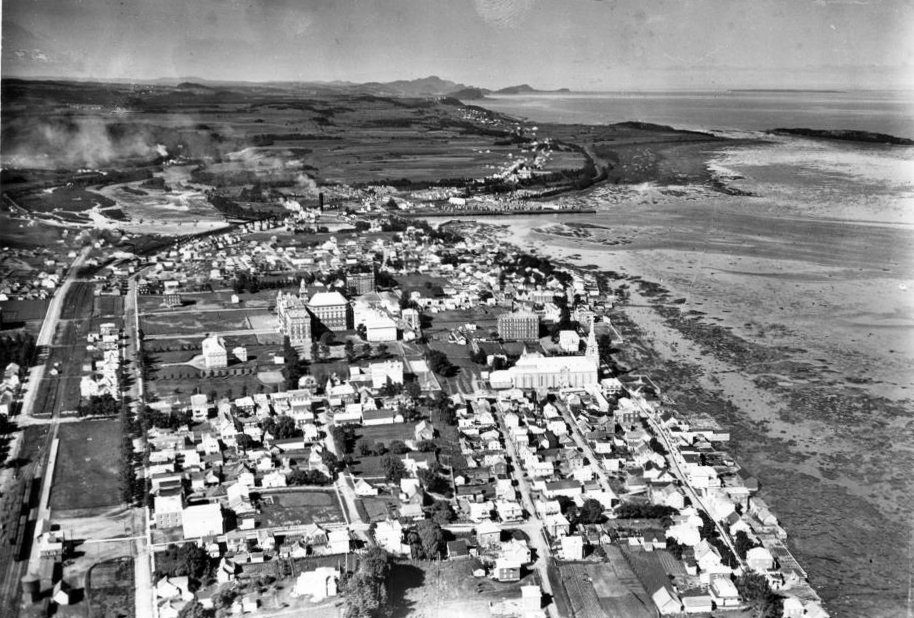
Vue aérienne de Rimouski, vers 1931.

Une série de décisions auront un impact sur le développement futur de la communauté. En 1858, Rimouski obtient la construction d'un palais de justice et d'une prison, ce qui lui permet d'attirer une communauté de notables exerçant la profession juridique et d'exercer un pouvoir civil sur le territoire.
En parallèle, certaines décisions seront cruciales pour le développement futur de la ville. En 1858, l'abbé Cyprien Tanguay convainc le conseil municipal de Saint-Germain-de-Rimouski d'emprunter une forte somme au fonds d'emprunt municipal du Canada-Uni pour terminer la construction d'une nouvelle église de pierre. Moins d'une décennie plus tard, cette église deviendra la cathédrale d'un diocèse catholique qui rayonnera sur le Bas-Saint-Laurent, la Gaspésie et sur la Côte-Nord.
La décentralisation de l'autorité religieuse de Québec vers Rimouski entraîne la création d'institutions éducatives, comme le Séminaire et l'établissement d'une dizaine de communautés religieuses, qui joueront un rôle majeur dans les secteurs de la santé et des services sociaux avant la prise en charge par l'État. Ce double rôle fera de Rimouski le « centre éducationnel et de vie intellectuelle le plus intense à l'est de Québec » dans les années 1950.
Face à ces atouts, les villes concurrentes de Rimouski éprouvent des difficultés de croissance. Le secteur de Montmagny, trop près de Lévis, peine à retenir ses excédents naturels de population en raison de la disponibilité de nouveaux territoires à ouvrir à la colonisation et de l'absence d'un domaine forestier massif. Quant à elle, la région de Rivière-du-Loup connaît un important développement grâce aux ateliers des chemins de fer du Grand Tronc, de l'Intercolonial et du chemin de fer du Témiscouata à Fraserville et de la popularité de la région littorale — qui s'étend de Kamouraska à Cacouna —, comme centre de villégiature. La ville connaît toutefois un déclin à compter des années 1930 en raison de l'épuisement des forêts et de la concurrence d'Edmundston au Nouveau-Brunswick, qui étend graduellement son influence dans le Témiscouata et du transfert graduel des activités ferroviaires vers Charny, Campbellton et Moncton.

### Technopole maritime

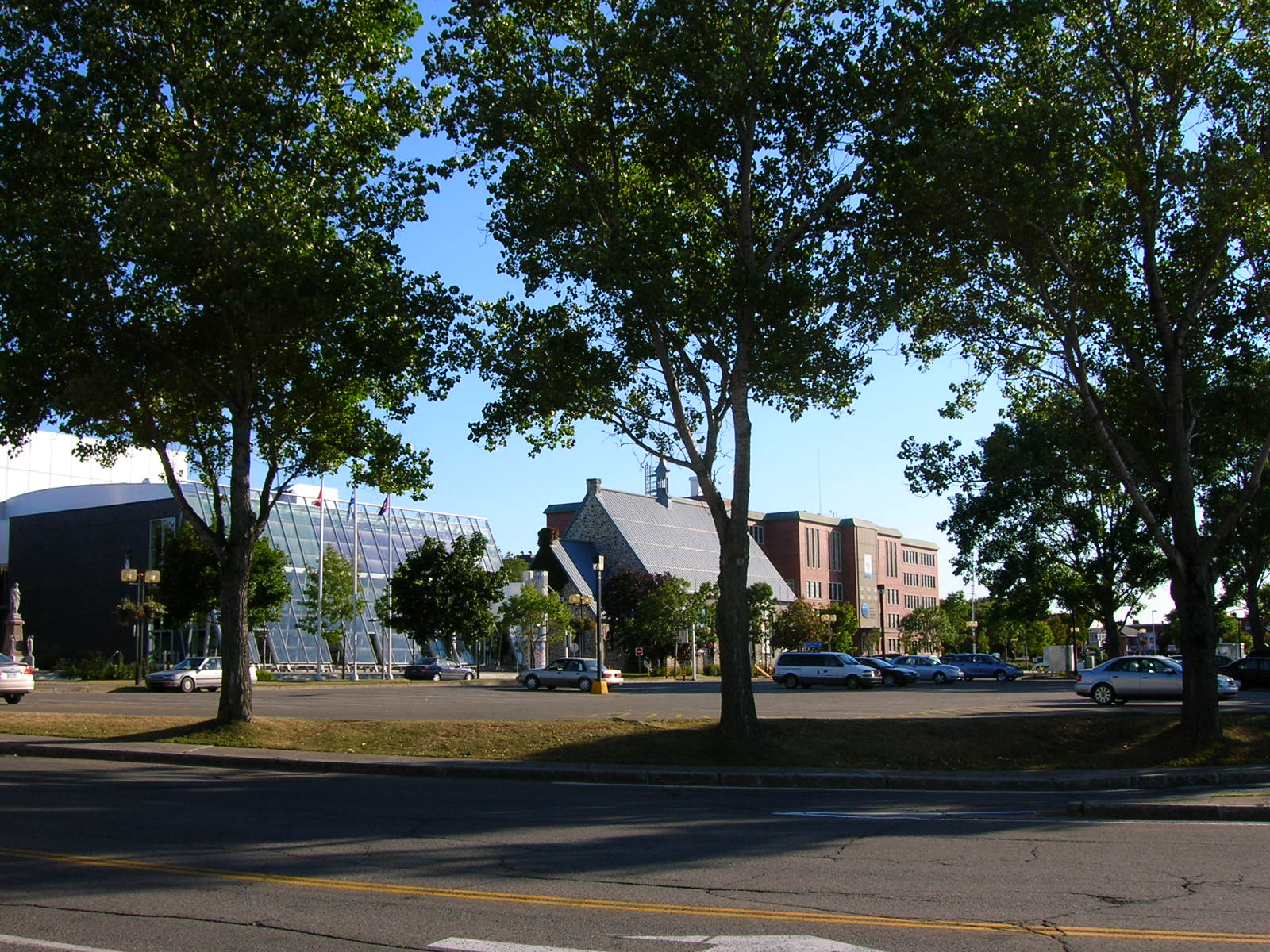
Le centre-ville de Rimouski.

À la fin des Trente Glorieuses, le statut de Rimouski en tant que capitale régionale est indéniable. La ville sort gagnante des différentes réorganisations issues de la Révolution tranquille dans les secteurs de l'éducation, de la santé et des services sociaux. Elle accueille notamment l'Université du Québec à Rimouski, un cégep et une commission scolaire régionale. La ville s'emploie ensuite à développer des avantages comparatifs. Le sommet socio-économique de la MRC de Rimouski-Neigette en 1982 choisit de se donner une vocation maritime et océanographique en s'appuyant sur des institutions existantes : l'Institut maritime (1945), l'UQAR (1972), INRS-Océanographie (1974), l'Institut Maurice-Lamontagne et le port de mer.
La ville de Rimouski a atteint sa forme actuelle avec la fusion de cinq municipalités — Pointe-au-Père, Rimouski-Est, Sainte-Odile-sur-Rimouski, Sainte-Blandine et Mont-Lebel —, situées autour de la ville-centre, dans le cadre des réorganisations municipales québécoises de 2002[réf. nécessaire]. Le processus de référendums sur les défusions municipales en 2004 n'a pas affecté la situation particulière de Rimouski, un nombre insuffisant de citoyens s'étant manifestés. Seulement 35 personnes ont demandé un référendum à Pointe-au-Père, 32 à Sainte-Odile, 15 dans l'ancienne ville-centre, 10 à Sainte-Blandine, 8 à Rimouski-Est, alors qu'aucune personne n'a signé le registre à Mont-Lebel.
En 2009, le gouvernement autorisait la fusion de la municipalité du Bic à Rimouski, créant ainsi un onzième district dans la partie ouest de son territoire.

## Chronologie
(janvier 2016).

### XVIesiècle
- Un groupe de guerriers iroquois auraient agressé en 1533 sur une des îles du Bic un groupe de Micmacs. L'événement, relaté par Jacques Cartier[98], est à l'origine du nom de l'Île du Massacre[99].

- L'explorateur malouin Jacques Cartier explore fin août 1535 le littoral rimouskois, lors de son deuxième voyage qui le mènera à Stadaconé et Hochelaga.

### XVIIesiècle
- Passage en 1603 dans le Havre du Bic de Samuel de Champlain.
- Henri Nouvel, jésuite, aurait célébré la première messe à Pointe-au-Père le 8 décembre 1663. Il accompagnait un groupe de Papinachois et d'Innus en période de chasse hivernale[100].
- Concession le 24 avril 1688 d'une seigneurie mesurant deux lieues de front sur 2 lieues de profondeur, incluant l'île Saint-Barnabé, par le gouverneur Denonville et l'intendant Champigny à Augustin Rouer de la Cardonnière qui la nomme seigneurie de Rimouski et Saint-Barnabé[100].
- Cession de la seigneurie de Rimouski et Saint-Barnabé le 18 juillet 1694 par Augustin Rouer de la Cardonnière à René Lepage de Sainte-Claire en échange d'une terre sur l'île d'Orléans[100].
- René Lepage de Sainte-Claire s'établit dans sa seigneurie en juillet 1696, ce qui marque la fondation de Rimouski[100].

### XVIIIesiècle
- Le père Bernardin Leneuf, récollet, signe en août 1701 les premiers actes du registre paroissial[101]. La mission Saint-Germain de Rimouski n'est alors desservie que par des missionnaires itinérants.

- La première chapelle de la paroisse est construite en 1711. Il s'agit d'une modeste construction en bois de 20 pieds de largeur par 40 de longueur. Elle était située sur l'emplacement actuel de la ruelle qui sépare le Musée régional de Rimouski du Centre civique. Le cimetière, déjà présent en 1712, est situé au sud-est de la chapelle et s'étend sur un quart d'arpent. Un presbytère attenant à la chapelle est construit peu de temps après.
- Le 4 août 1718, décès à 62 ans de René Lepage de Sainte-Claire, fondateur de Rimouski. Il lègue la seigneurie de Rimouski pour une moitié à son fils, Pierre Lepage de Saint-Barnabé, et pour l'autre moitié à ses autres enfants[100].

### XIXesiècle
- Ouverture en 1810 de la route royale reliant Trois-Pistoles, Le Bic et Rimouski.
- Érection de la première église en pierre de 1824 à 1827[100] en remplacement de l’église de bois vétuste et devenue trop petite. Désacralisé en 1863 après la construction de la cathédrale, l’édifice a servi d'école jusqu'en 1969 puis est devenu musée[102],[103],[104]. C'est la plus vieille église en pierres de l'Est du Québec. Il sert d'hôpital temporaire durant la grippe espagnole de 1918.
- Au printemps 1855, le Collège industriel de Saint-Germain de Rimouski ouvre ses portes. Des problèmes financiers mènent au changement d’orientation du Collège et le 24 décembre 1870, il devient le Séminaire de Rimouski.
- Abolition du régime seigneurial 18 décembre 1854[100].
- Création de la ville de Rimouski, détachée de la municipalité de paroisse de Saint-Germain-de-Rimouski. Le premier maire est Joseph-Magloire Hudon, avocat (1869-1873), grand-père du poète Émile Nelligan.
- Érection de la Cathédrale Saint-Germain de Rimouski entre 1854 et 1859[105]. L'architecte est Victor Bourgeau.
- Création du régiment des Fusiliers du St-Laurent le 9 avril 1869[106].
- Élisabeth Turgeon, enseignante, s'installe à Rimouski en avril 1875 à l'invitation de l'évêque Mgr Jean Langevin. Elle fonde la congrégation des Sœurs des Petites Écoles chez lesquelles elle et 12 de ses compagnes prononcent leurs vœux religieux en septembre 1879. Sœur Élisabeth Turgeon se consacre à créer des écoles et des missions dans plusieurs localités du vaste diocèse de Rimouski. Elle décède 17 août 1881 à l'âge de 41 ans, et est béatifiée en avril 2015 [107].

### XXesiècle
- Construction du quai de Pointe-au-Père entre 1902 et 1905, d'une longueur de 800 pieds.

- Première exposition agricole de Rimouski en 1909[108]; elle se tient toujours aujourd'hui.

- Naufrage de l'Empress of Ireland le 29 mai 1914, qui a fait 1 012 victimes parmi les 1 477 personnes embarquées[109],[110],[111].

- L'Hôpital Saint-Joseph, maintenant le Centre hospitalier régional de Rimouski, est fondé le 27 août 1923 à la suite de l'épidémie de grippe espagnole de 1918. Les Sœurs de la charité assumeront les services de l'hôpital[112].

- Un dernier condamné est pendu à la prison de Rimouski le 14 juin 1935[113].

- Une première station de radio, CJBR, entre en ondes le 15 novembre 1937[114]. De nombreuses festivités marquent l'événement.

- En septembre 1943 est fondée l'École élémentaire de génie maritime, qui deviendra plus tard l'Institut maritime du Québec[115]. Elle était sise à l’angle des rues Saint-Louis et Sainte-Marie.

- Incendie du 6 mai 1950, la « Nuit rouge ».

- Important glissement de terrain à Sainte-Odile-sur-Rimouski, maintenant le district Sainte-Odile, en août 1951[116].

- Visite royale de la princesse Élisabeth et son mari le duc d'Édimbourg, accompagnés de leurs deux enfants, le prince Charles (deux ans) et la princesse Anne (un an), à la mi-octobre 1951[117],[118].

- Première station télé, CJBR-TV mise en onde le 21 novembre 1954[119].

- Congrès eucharistique diocésain, tenu du 30 juin au 5 juillet 1955[120]. Il consiste en trois journées de cérémonies, chacune avec un thème et auxquelles des milliers de personnes participent. L'archevêque Mgr Charles-Eugène Parent et le cardinal Paul-Émile Léger, archevêque de Montréal, y participent. Quelque 50,000 personnes participent à la clôture, une procession aux flambeaux à travers les rues de Rimouski [121].
- Fondation de Québecair (1953-1986), née de la fusion du Syndicat d'aviation du Golfe et de Air Rimouski. Ces deux compagnies opéraient à Rimouski depuis 1946[122].
- Traversier/Brise glace Le Père-Nouvel (1962-1967). Relient Pointe-au-Père, Baie-Comeau. En 1959, le Gouvernement du Canada approuve des travaux visant à construire un port d'hiver à Pointe-au-Père. On entame également la construction d'un tronçon de chemin de fer qui sera relié au réseau existant. Le port demeure inachevé et ne sera jamais connecté au réseau de chemin de fer national. En 1962, le traversier Le Père-Nouvel entre en opération. Cependant, la conjoncture économique entrainera la fin du service en 1967. Une tentative de remise en route de la traverse est effectuée en 1968 avec la mise en service du traversier Le Manic (1968-1970), qui sera toutefois vendu en 1970[123],[124],[125].
- Salon du livre de Rimouski depuis 1965. Annuel. Le plus ancien au Québec[126].
- Inauguration du Colisée de Rimouski en 1966 au coût de 750 000$.

### XXIesiècle
- Fêtes du millénaire. Création du monument Le trimural du millénaire, œuvre du sculpteur Roger Langevin [127].
- Fêtes du 300e anniversaire de Rimouski durant toute l'année 2006.
- Inauguration de la nouvelle Maison de Radio-Canada de l'Est-du-Québec le 29 août 2012[128],[129].
- 150e anniversaire de l'œuvre du Séminaire de Rimouski et de ses écoles de septembre 2013 à septembre 2014[130],[131]. Durant toute l'année.
- Commémorations des 100 ans du naufrage de l'Empress of Ireland durant toute l'année 2014.
- Cérémonie de béatification de Sœur Élisabeth Turgeon Bienheureuse 26 avril 2015, église Saint-Robert-Bellarmin[132],[133],[134].
- Inauguration du nouveau Complexe Sportif aquatique et glaces le 23 février 2019 au coût de 42 millions après plus de deux ans de travaux[135],[136].
- Travaux débutés en 2017 inauguration le 13 octobre 2020 après d'importants travaux du nouveau Palais de justice au coût de 68,23 millions[137],[138],[139],[140],[141].